# Алроса-Авіа
ЗАТ Авіакомпанія "Алроса-Авіа" — колишня російська чартерна авіакомпанія зі штаб-квартирою в місті Жуковський Московської області, заснована в 1993  як дочірнє підприємство Алроса і виконувала чартерні пасажирські авіаперевезення за внутрішніми та міжнародними маршрутами з московського аеропорту Внуково.
Сертифікат експлуатанта № 380 анульований 21 листопада 2008.